# Louis Domairon
Louis Domairon, né le 25 août 1745 à Béziers et mort le 16 janvier 1807 à Paris, est un homme de lettres français.

## Biographie
Après avoir été élève au collège des Jésuites de Béziers, il commence son noviciat à Toulouse, où il reste jusqu'à l'expulsion de l'ordre en 1763. Il est pendant quelque temps précepteur à Montauban, puis vient à Paris où il travaille au Journal des beaux-arts et publie en 1777 Le Libertin devenu vertueux, un roman d’apprentissage et de mœurs. En 1788, il est nommé professeur à l'École royale militaire, où il enseigne jusqu'à la Révolution. Napoléon Bonaparte fut l'un de ses élèves. Lors du rétablissement du collège de Dieppe, il obtient la place de principal et la chaire de professeur de belles-lettres. Devenu membre de la commission des livres classiques, il est nommé inspecteur général de l'Instruction publique en 1802. 
Ses Principes généraux des belles-lettres, publiés en 1784, ainsi que ses Rudiments de l'histoire, parus en 1801, ont eu de nombreuses éditions.

## Publications
- Le Libertin devenu vertueux, ou Mémoire du Cte d'***, roman d’apprentissage et de mœurs, 1777.
- Recueil historique et chronologique de faits mémorables pour servir à l'histoire générale de la marine et à celle des découvertes, 2 vol., 1781.
- Principes généraux des belles-lettres, 3 volumes, Deterville, 1807 lire en ligne sur Gallica lire en ligne sur Gallica lire en ligne sur Gallica
- Le Voyageur français, ou la Connoissance de l'ancien et du nouveau monde (volumes 29 à 42 par Louis Domairon, 1788-1795.

Texte en ligne 29 30 31 32 33 34 38 42
- Louis Domairon et Joseph Berthelé (dir.), « Montpellier en 1760 : D'après le "voyage en Languedoc" de L. Domairon », dans Archives de la ville de Montpellier. Inventaires et Documents, publiés par les soins de l'administration municipale. T. 4, La Viguerie de Montpellier au XIIe siècle. Montpellier en 1697, en 1760, en 1768 et en 1836..., Montpellier, 1920 (OCLC 491724638, BNF 34017704), p. 4-8.
- Les Rudiments de l'histoire, ou Idée générale et précise des peuples les plus célèbres, tant anciens, que modernes, 4 vol., 1801.
- Rhétorique française. Première année du cours des belles-lettres, 1804.
- Poétique française. Seconde année du cours des belles-lettres, 1804.

## Pour approfondir